# Viktorija Petrovna Brežněvová
Viktorija Petrovna Brežněvová (rusky Виктория Петро́вна Брежнева; 11. prosince 1907 Bělgorod – 5. června 1995 Moskva) byla manželkou Leonida Brežněva, který byl v letech 1964–1982 generálním tajemníkem ÚV KSSS.

## Biografie
Narodila se v Bělgorodu, její otec Petr Nikolajevič Děnisov byl strojvůdcem a matka Anna Vladimirovna byla ženou v domácnosti a vychovávala pět dětí – čtyři dcery a syna. Později, když ji někteří považovali za židovku, manželka generálního tajemníka zdůrazňovala, že nemá židovské předky a jméno dostala proto, že v sousedství žily polské rodiny, v nichž bylo jméno Viktorija obvyklé.
Po devíti letech ve škole nastoupila na střední zdravotnickou školu. Zde se na taneční zábavě seznámila s Leonidem Iljičem, který tehdy studoval třetí ročník střední zemědělsko-meliorační školy. Po třech letech se vzali a usadili se ve Sverdlovsku, kde se jim narodila dcera Galina Leonidovna. Viktorija dokončila střední školu a dostala diplom porodní asistentky, ale v oboru nepracovala, věnovala se výchově dětí a péči o domácnost. První dámou byla jen formálně, zřídkakdy se účastnila státních návštěv, většinu času věnovala domácím pracím, dětem a vnukům.
Brzo po smrti manžela v roce 1982 byla zbavena části majetku, mimo jiné přišla i o chatu. Manžela přežila o téměř třináct let, poslední léta života prožila v osamělosti v moskevském bytě.